# Run Off
Run Off (Originaltitel Boys) ist ein US-amerikanisches Filmdrama von Stacy Cochran aus dem Jahr 1996. Cochran schrieb das Drehbuch anhand der Kurzgeschichte Twenty Minutes von James Salter. Winona Ryder und Lukas Haas sind in den Hauptrollen besetzt.

## Handlung
John Baker Jr. ist ein junger Mann, der sich in einem Internat der oberen Mittelschicht langweilt und die Aussicht auf seine Zukunft als Leiter der familieneigenen Lebensmittelladenkette auch nicht gerade prickelnd findet. Er sieht keinen Sinn mehr darin, die Schule weiter zu besuchen und legt sich seine eigenen Gründe dafür zurecht.
Als John kurz davor ist, das Internat zu verlassen, wird sein Leben auf den Kopf gestellt, als er Patty Vare rettet, eine junge Frau, die er bewusstlos auf einem Feld liegend findet und mit ins Internat nimmt. Patty kommt am Abend im Schlafsaal wieder zu sich. Sie erwacht kurz und bittet John, keinen Arzt hinzuzuziehen, um dann erneut in Ohnmacht zu fallen. Erst am nächsten Morgen wacht sie wieder auf. Sie scheint sich vollständig zu erholen und für Johns Hilfe dankbar zu sein; die beiden beginnen eine romantische Reise der Selbstfindung. Das ist nicht ganz unproblematisch, denn die anderen Jungs im Wohnheim finden schnell heraus, dass John Patty in seinem Zimmer versteckt hält, was zu einer dramatischen Konfrontation mit Bakers engen Freunden führt. Die Situation führt bei Johns „bestem Freund“ zu einer wütenden Reaktion, wobei er so heftig gegen eine Wand schlägt, dass er sich die Hand bricht. Selbst dann noch geht der Streit darüber, dass John Patty in seinem Zimmer versteckt hält, zwischen beiden weiter.
In Rückblenden wird Patty Vares Vergangenheit skizziert. Einmal befindet sie sich in Gesellschaft eines berühmten Baseballspielers, mit dem zusammen sie ein Auto stiehlt und in betrunkenen Zustand einen Autounfall verursacht, der den Tod des Baseballspielers nach sich zieht. Einer Befragung durch die Behörden entzieht sie sich.
Dies alles gesteht Patty John auch ein. Auch die Behörden werden von ihr darüber informiert, wo das Auto mit der Leiche, das in einen Fluss gestürzt ist, sich befindet. Es sieht so aus, als wollten sich Patty und John, die sich noch auf dem Polizeirevier befinden, dort voneinander verabschieden. Ganz unvermittelt entziehen sie sich jedoch sowohl Johns kontrollierendem Vater als auch den Behörden, indem sie in einen Aufzug flüchten, um anschließend mit einem bereitgestellten Auto wegzufahren, das John zuvor aus dem Internat gestohlen hatte.

## Drehorte, Erfolg
Der Film wurde in Baltimore und im St. John’s College in Annapolis (Maryland) gedreht. Er spielte in den Kinos der USA etwa 516.000 US-Dollar ein.

## Kritiken
James Berardinelli schrieb auf ReelViews, die Filmautoren möchten das Publikum glauben lassen, der Film sei eine Liebesgeschichte. Run Off beinhalte jedoch nicht viele Emotionen und wirke „apathisch“. Das Publikum bleibe auf Distanz zu den Charakteren, für die es nichts empfinde. Der Film sei derart „schwerfällig“ und „dämlich“, dass man es kaum glauben könne.
Das Lexikon des internationalen Films schrieb: „Ein geradlinig erzählter Jugendfilm, realistisch in der Darstellung des Internatsmilieus und sensibel in der Annäherung der Jugendlichen. Die beiden guten Hauptdarsteller tragen zur passablen Unterhaltung bei.“